# Burchard I van Zollern
Burchard I van Zollern (overleden in 1061) was tot aan zijn dood in 1061 graaf van Zollern. Hij is het eerst bekende lid het huis Hohenzollern.

## Levensloop
Burchard I was vermoedelijk de zoon van graaf Frederik van Sülichgau en Irmentrud van Nellenburg, dochter van graaf Burchard. Zijn herkomst is echter niet zeker. Zo werd lange tijd aangenomen dat hij deel uitmaakte van het middeleeuwse geslacht der Burchardijnen en dat er dus een link is tussen het huis Hohenzollern en de Burchardijnen, maar dat bleek uiteindelijk fout te zijn. 
Hij is het eerst bekende lid van het huis Hohenzollern. Hij was de eerst vernoemde graaf van Zollern. Volgens de kroniek van monnik Berthold van Reichenau werd Burchard in 1061 samen met Wenceslaus van Zollern vermoord tijdens een vete. Wie deze Wenceslaus was en wat de familieband was tussen Burchard en Wenceslaus is onbekend en wordt in deze kroniek niet vermeld. Ook de reden en de omstandigheden van deze vete worden niet vermeld.
Het volgende bekende lid van het huis Hohenzollern was Frederik I, die waarschijnlijk de zoon was van Burchard I.